# Гартунг, Фриц
Фриц Гартунг (нем. Fritz Hartung; 12 января 1883, Саармунд, Германская империя — 24 ноября 1967, Западный Берлин) — известный немецкий историк.

## Биография
В 1901 году заканчивает берлинскую гимназию, после чего изучает историю, экономику и философию в университетах Берлина и Гейдельберга. После получения образования работает научным сотрудником в Обществе истории Франконии в Вюрцбурге. В 1910 году, по результатам научной работы об императоре Карле V, становится приват-доцентом Университета Галле. Во время Первой мировой войны в 1915 году уходит солдатом на фронт, однако в 1916 году комиссуется по болезни. В 1922 году получает профессуру в Кильском университете, а в 1923 году — в университете Берлина. С 1939 года — член Германской Академии наук в Берлине, с 1942 года — член-корреспондент Баварской Академии наук.
Гартунгу принадлежат ряд работ по новой и новейшей истории Германии, а также по социальной истории, истории государственного и гражданского права. Особое значение имеют его сочинение по истории немецкой конституции, опубликованное ещё в 1914 году, а также изданная в 1920 году «Немецкая история с 1871 по 1919 годы». Оба эти сочинения и по сей день считаются классическими по изучению немецкой конституционной и новейшей истории.

## Сочинения
- Deutsche Verfassungsgeschichte vom 15 Jahrhundert bis zur Gegenwart. — Leipzig-Berlin, 1914.
- Deutsche Geschichte von 1871 bis 1919. — 5 Aufl. — Leipzig, 1939.
- König Friedrich-Wilhelm I. — Berlin, 1942.
- Studien zur Geschichte der preususchen Verwaltung. — Tl. 1-3. — Berlin, 1942—1948.
- Die Entwicklung der Menschen- und Bürgerrechte von 1776 bis 1946. — Berlin, 1946.
- Das persönliche Regiment Kaiser Wilhelms II. — Berlin, 1952.
- Zur Entwicklung der Verfassungsgeschichtsschreibung in Deutschland. — Berlin, 1956.